# Cormost
Cormost é uma comuna francesa na região administrativa de Grande Leste, no departamento de Aube. Estende-se por uma área de 11,36 km². Em 2010 a comuna tinha 308 habitantes (densidade: 27,1 hab./km²).